# آلایلا براون
آلایلا براون (انگلیسی: Alyla Browne؛ زادهٔ ۷ آوریل ۲۰۱۰) بازیگر کودک اهل استرالیا است که بیشتر برای بازی در نقش شخصیت امپراتور فیوریوسا جوان در فیلم فیوریوسا: حماسه مکس دیوانه (۲۰۲۴) شناخته شده است.

## اوایل زندگی
براون در سیدنی، استرالیا متولد شد. وقتی او تنها شش هفته داشت خانواده‌اش به ایالات متحده نقل مکان کردند. پدرش یک سرمایه‌دار در زمینهٔ بازیافت پلاستیک است.
پس از اینکه دو خواهر بزرگترش در نمایش‌سرای بورلی هیلز درس خواندند، براون نیز به بازیگری علاقه پیدا کرد. او در یک آموزشگاه هنرهای نمایشی در سیدنی تحصیل می‌کند.

## فیلم‌شناسی

### فیلم
| سال  | عنوان                      | نقش                    |
| ---- | -------------------------- | ---------------------- |
| ۲۰۲۲ | سه هزار سال حسرت           | آلیثیا بینی جوان       |
| ۲۰۲۳ | پادشاهی مخفی               | وریتی                  |
| ۲۰۲۴ | نیش                        | شارلوت                 |
| ۲۰۲۴ | فیوریوسا: حماسه مکس دیوانه | امپراتور فیوریوسا جوان |
| ۲۰۲۴ | سونیک خارپشت ۳             | ماریا روباتنیک         |

### تلویزیون
| سال  | عنوان                       | نقش       |
| ---- | --------------------------- | --------- |
| ۲۰۱۹ | آقای میانه‌رو                | مدی       |
| ۲۰۲۱ | نه غریبه کامل               | دختر ماشا |
| ۲۰۲۳ | گل‌های از دست رفته آلیس هارت | آلیس هارت |